# Sphecodes centralis
Sphecodes centralis là một loài Hymenoptera trong họ Halictidae. Loài này được Cockerell mô tả khoa học năm 1938.